# Račí (Horní Vltavice)
Račí (německy Mitterberg) je malá vesnice, část obce Horní Vltavice v okrese Prachatice v Jihočeském kraji. Nachází se asi 4,5 kilometru západně od Horní Vltavice, rozložena po levé straně řeky Teplé Vltavy poblíž ústí Račího potoka. Račí je také název katastrálního území o rozloze 10,17 km².

## Historie
První písemná zmínka o vesnici pochází z roku 1700.

## Obyvatelstvo
| Rok            | 1869 | 1880 | 1890 | 1900 | 1910 | 1921 | 1930 | 1950 | 1961 | 1970 | 1980 | 1991 | 2001 | 2011 | 2021 |
| -------------- | ---- | ---- | ---- | ---- | ---- | ---- | ---- | ---- | ---- | ---- | ---- | ---- | ---- | ---- | ---- |
| Počet obyvatel | 150  | 208  | 179  | 161  | 151  | 149  | 173  | 67   | 69   | 45   | 19   | 15   | 14   | 18   | 24   |
| Počet domů     | 14   | 18   | 19   | 20   | 20   | 20   | 24   | 22   | 22   | 9    | 4    | 10   | 11   | 11   | 13   |

## Obecní správa
Při sčítání lidu v letech 1850–1879 Račí bylo osadou obce Vltavice v okrese Prachatice. Od roku 1880 je částí obce Horní Vltavice, se kterým patřilo nejprve do okresu Prachatice, ale v roce 1950 v okrese Vimperk a od roku 1960 opět v okrese Prachatice.